# Neuhaus (Oste)

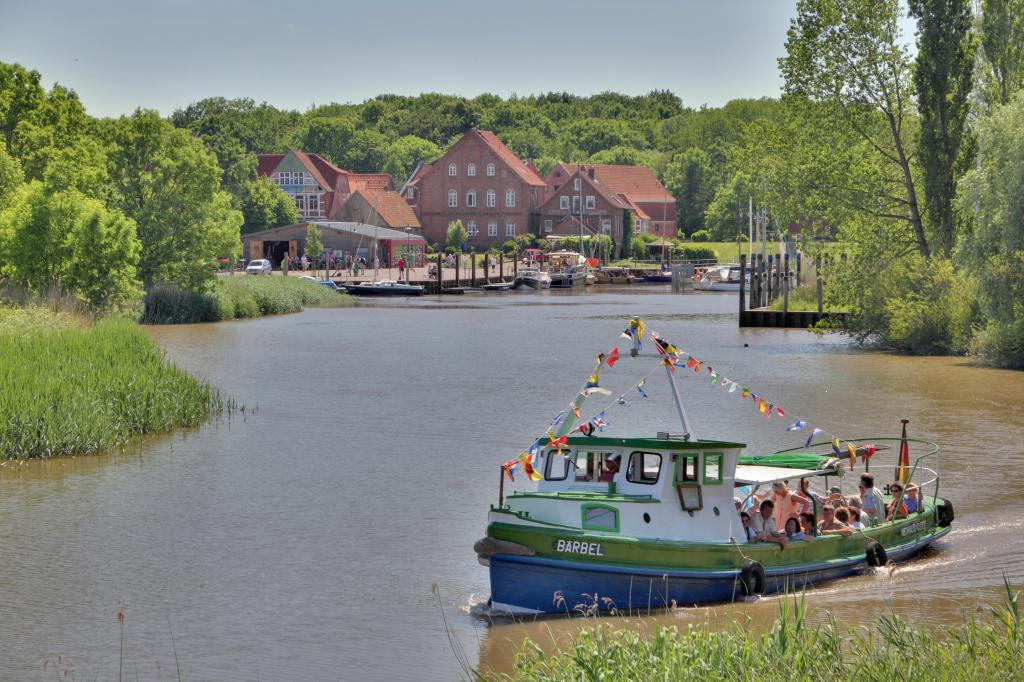
Hafen und Neuhaus von Norden betrachtet

Neuhaus (niederdeutsch Neehuus) ist ein an der Ostemündung gelegener Flecken in der Samtgemeinde Land Hadeln im niedersächsischen Landkreis Cuxhaven.

## Geografie

### Lage
Neuhaus liegt an der Oste nahe der Niederelbe im Landkreis Cuxhaven und gehört zur Samtgemeinde Land Hadeln. Neuhaus liegt süd-/östlich von Cuxhaven und nördlich von Stade und Hamburg. Nachbarorte sind im Osten und im Süden Cadenberge, im Süd/Westen Bülkau und im Westen Belum.

### Gewässer

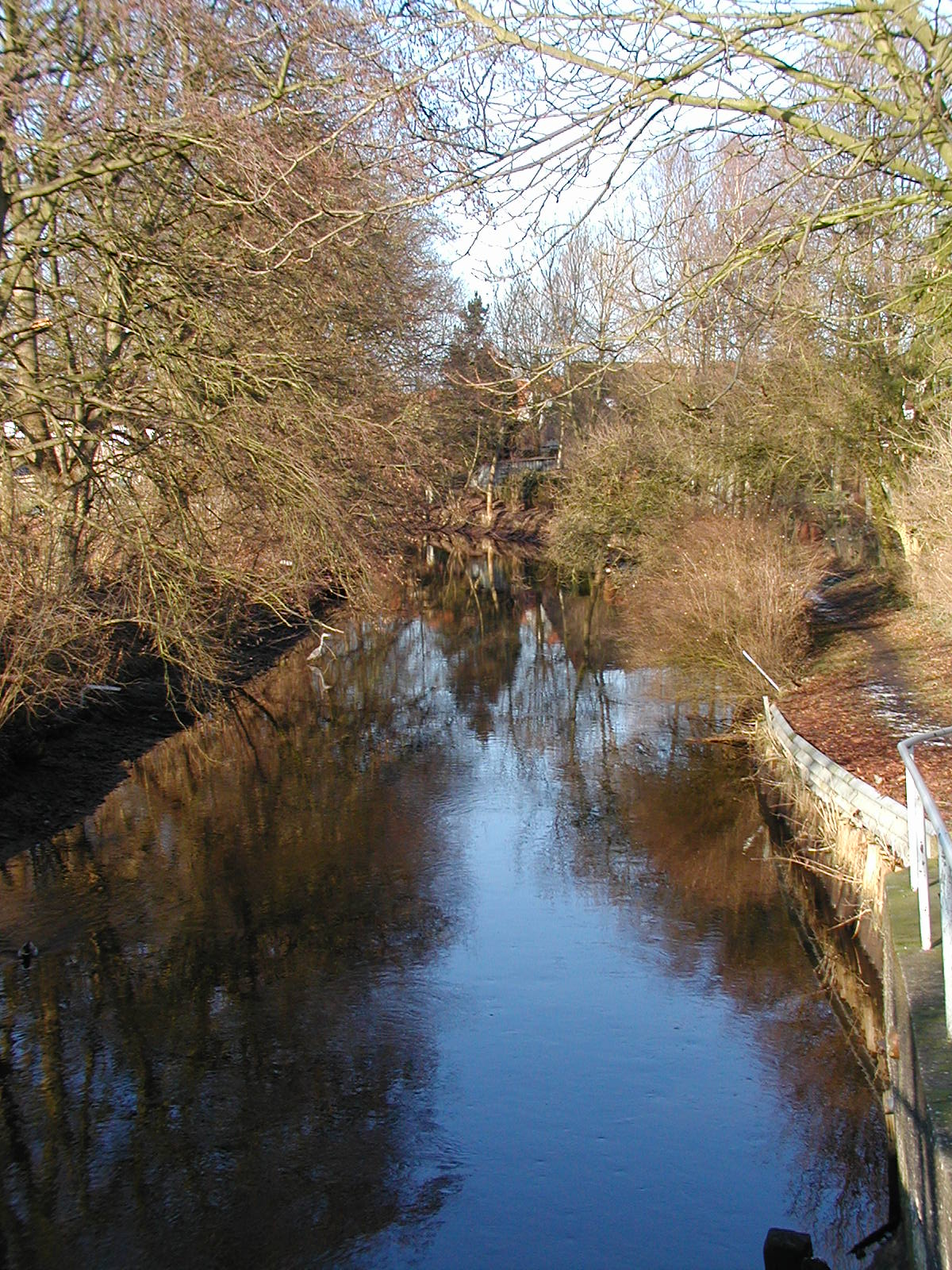
Kanal zwischen Amtshof und Poststraße

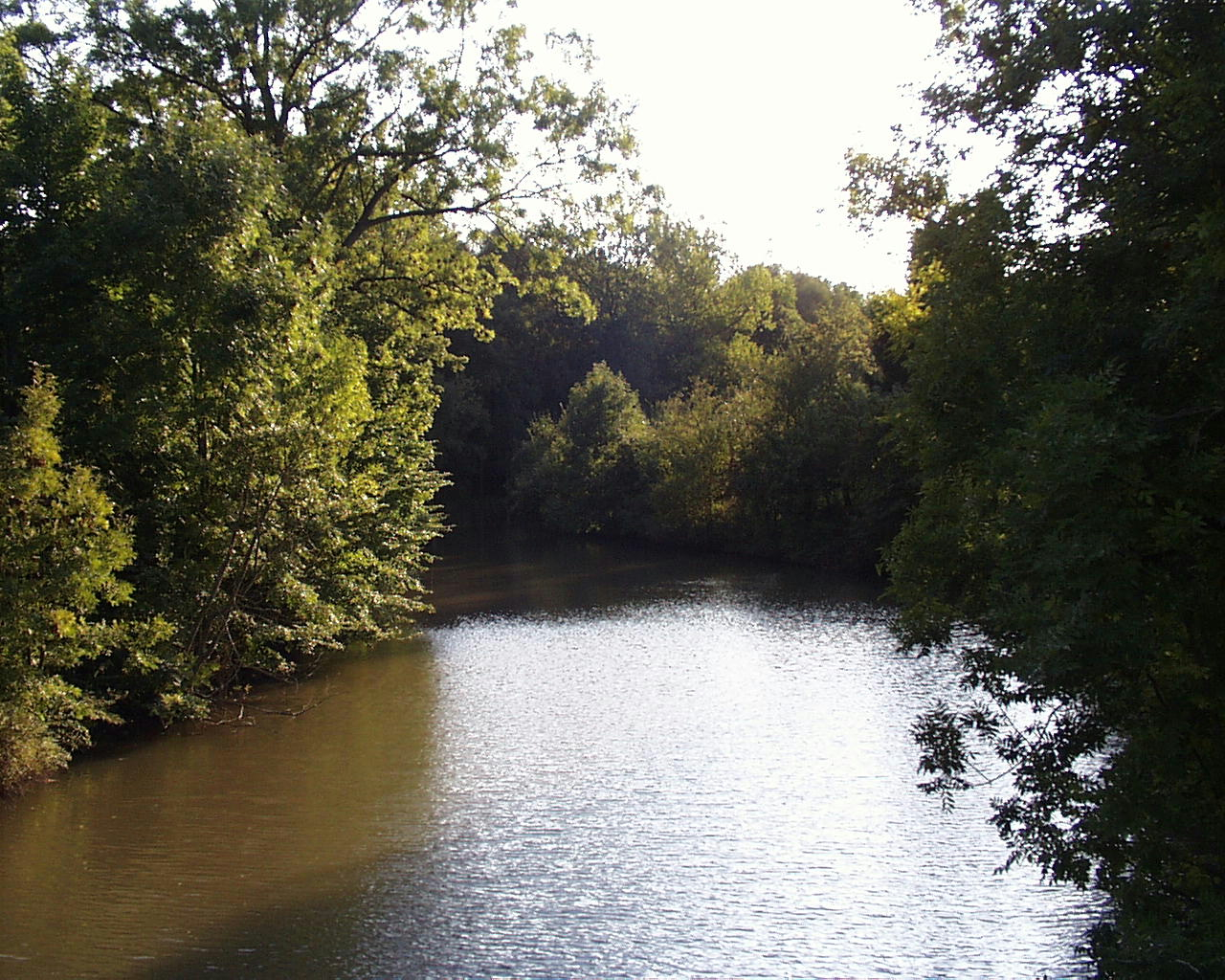
Aue zusammen mit dem Neuhaus-Bülkauer-Kanal in Neuhaus

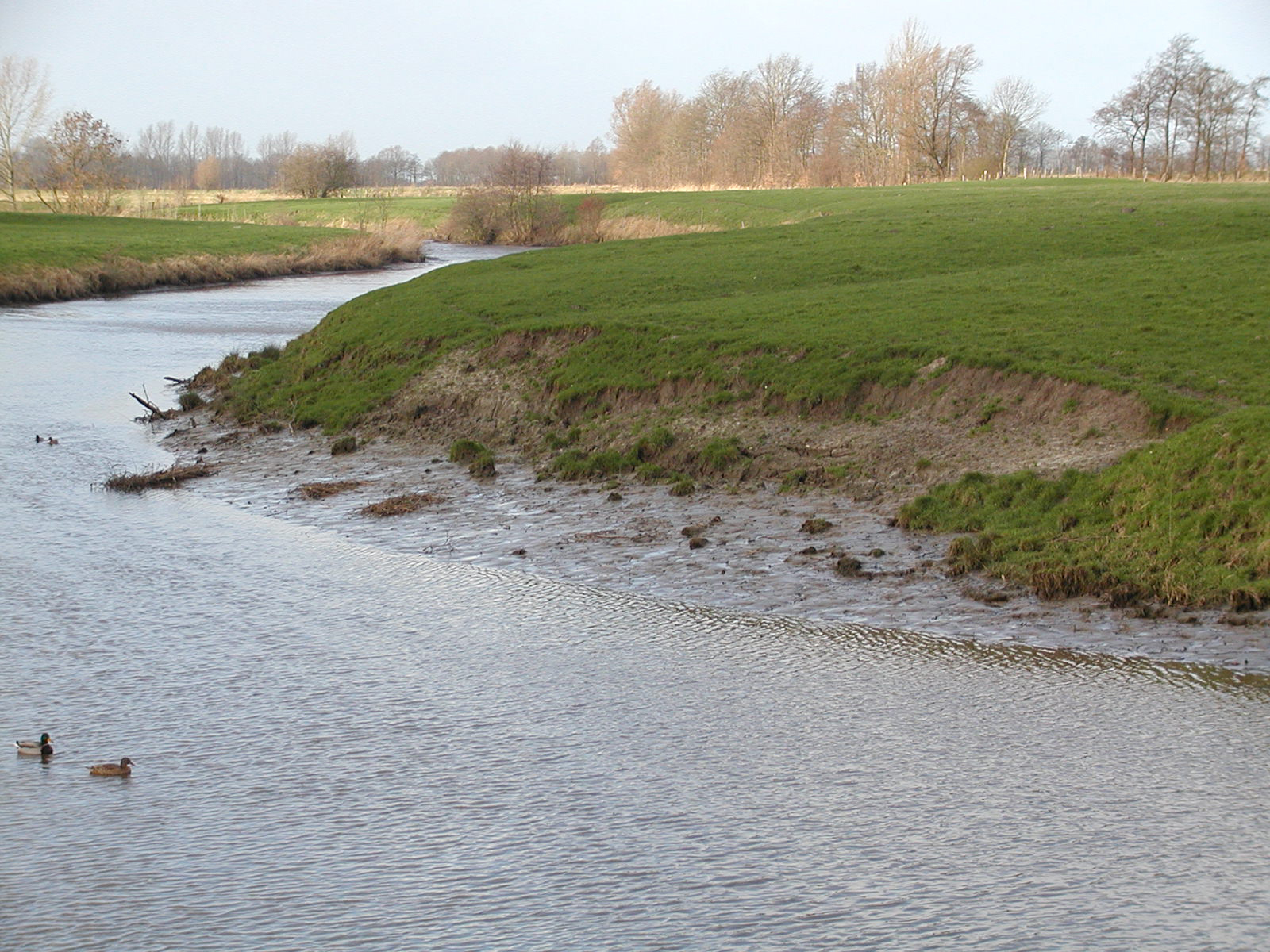
Aue kurz vor dem Schöpfwerk

#### Ostesee
Der Ostesee ist ein Altarm der Oste, er liegt etwa 3 km von Neuhaus entfernt und entstand, als das Ostesperrwerk 1967 gebaut und die Oste umgeleitet wurde. Er ist ein Angler-, Surf- und Badeparadies mit einer Wasserskianlage und einem Ferienpark. Der nördliche Teil des Sees, etwa 5 von 29 Hektar, ist Naturschutzgebiet und darf nicht betreten werden.

#### Flüsse und Kanäle
- Die Oste ist der größte Nebenfluss der Unterelbe.
- Der Neuhaus-Bülkauer Kanal, auch Oppler Kanal genannt, ist 12 km lang und fließt vom Balksee bis nach Neuhaus (Oste) und von dort in die Oste. Er dient zur Entwässerung der Moore und des Balksees. Zu verdanken haben ihn die Bewohner der niedrig gelegenen Ortsteile von Bülkau, Oppeln und der Wingst dem Oppler Pastor Copper, der sich energisch für den Bau einsetzte. Der Kanal wurde von 1852 bis 1854 gegen den Widerstand der höher gelegenen Ortsteile Bülkaus gebaut, es ging wie immer um die Finanzierung. Bald verhinderten Schleusen in Neuhaus den Rückfluss von Salzwasser aus der Elbe. Diese Aufgabe hat bei Hochwasser heute das Ostesperrwerk übernommen.
- Die Aue, ein ehemaliger Priel und bis zum Bau des Neuhaus-Bülkauer Kanals im 19. Jahrhundert, ist die einzige Entwässerung des Hinterlandes im Raum Neuhaus (Oste), Bülkau bis zum Balksee mit einem Einzugsgebiet von etwa 5000 Hektar. Sie fließt auf einer Länge von etwa 20 Kilometern in vielen Mäandern durch Oppeln, Bülkau, Kedingbruch nach Neuhaus (Oste) und von dort in die Oste.

## Geschichte

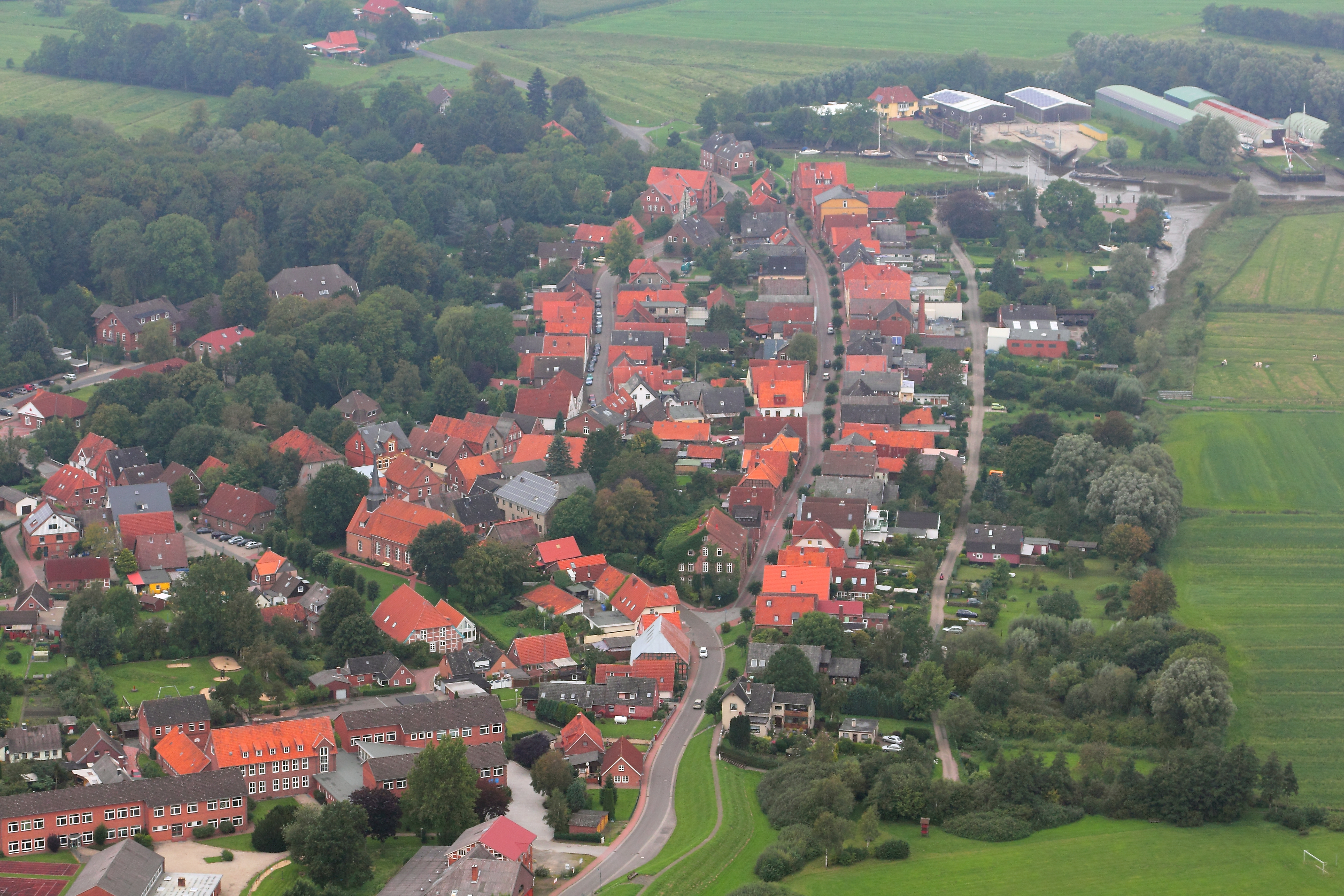
Fast lückenlos bebauter Ortskern des ehemaligen Amtssitzes mit dem Hafen oben rechts

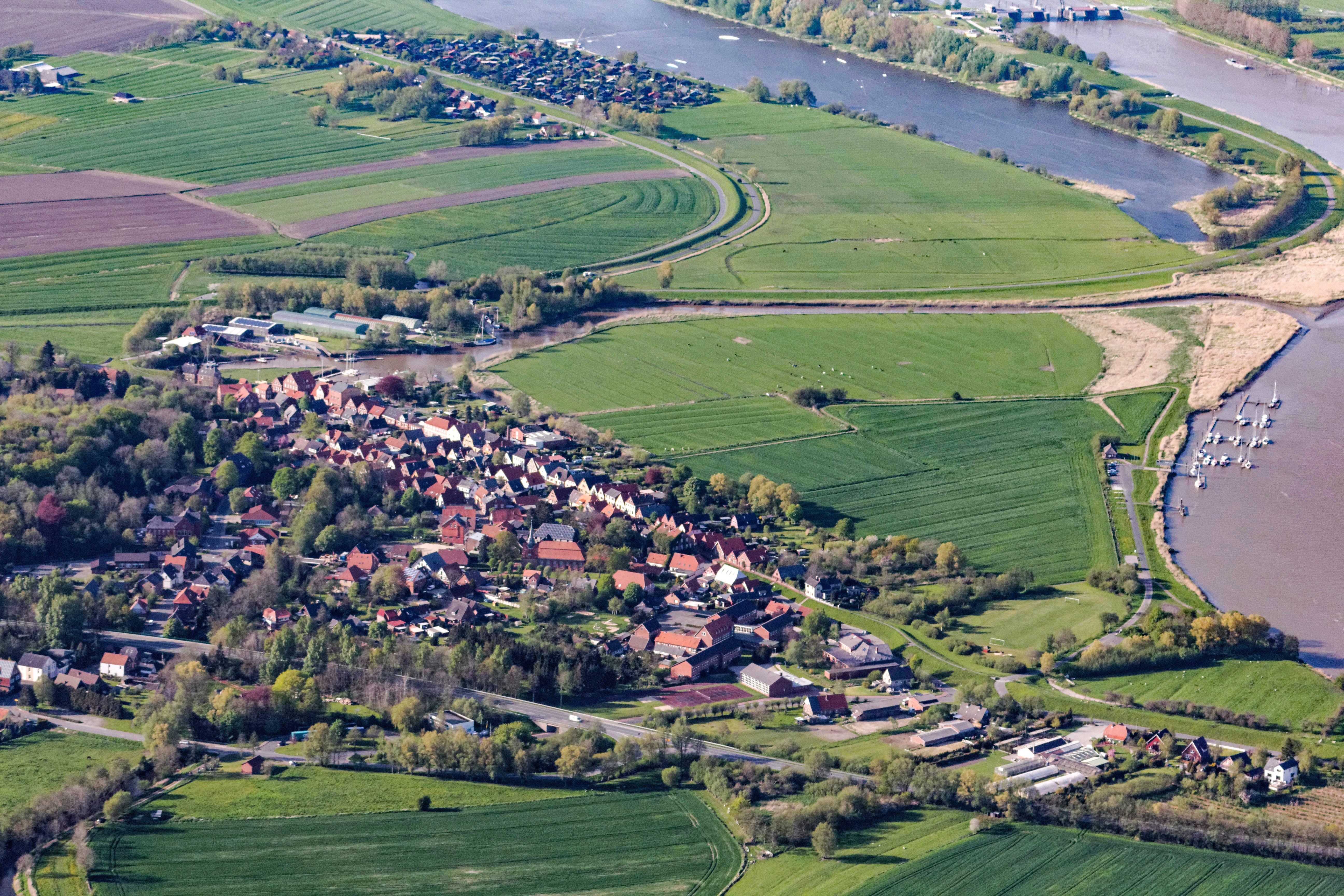
Neuhaus (Oste) mit Ostesperrwerk und Ferienpark

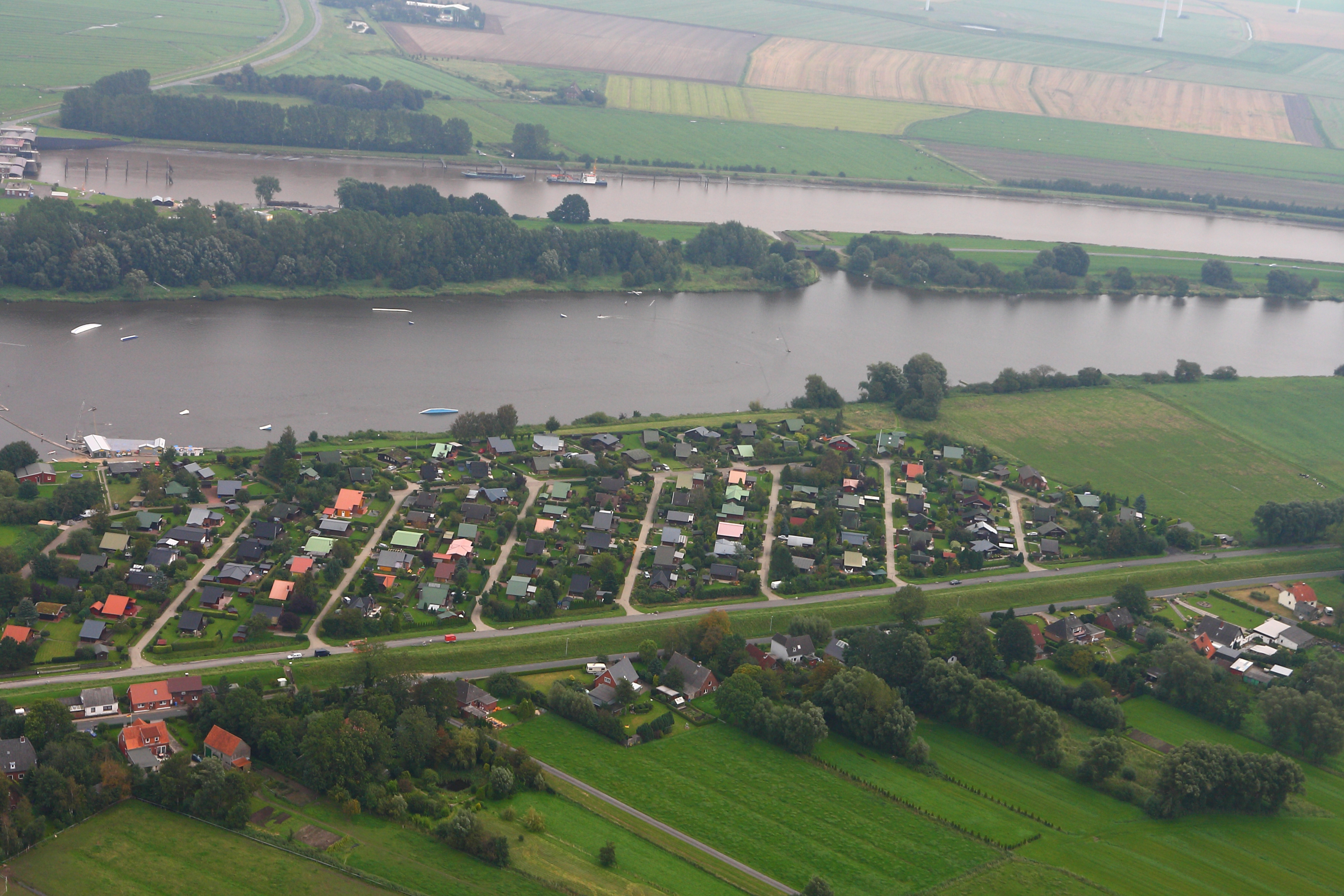
Neuhäuser Deich mit Ferienpark und Wasserskianlage auf dem Ostesse

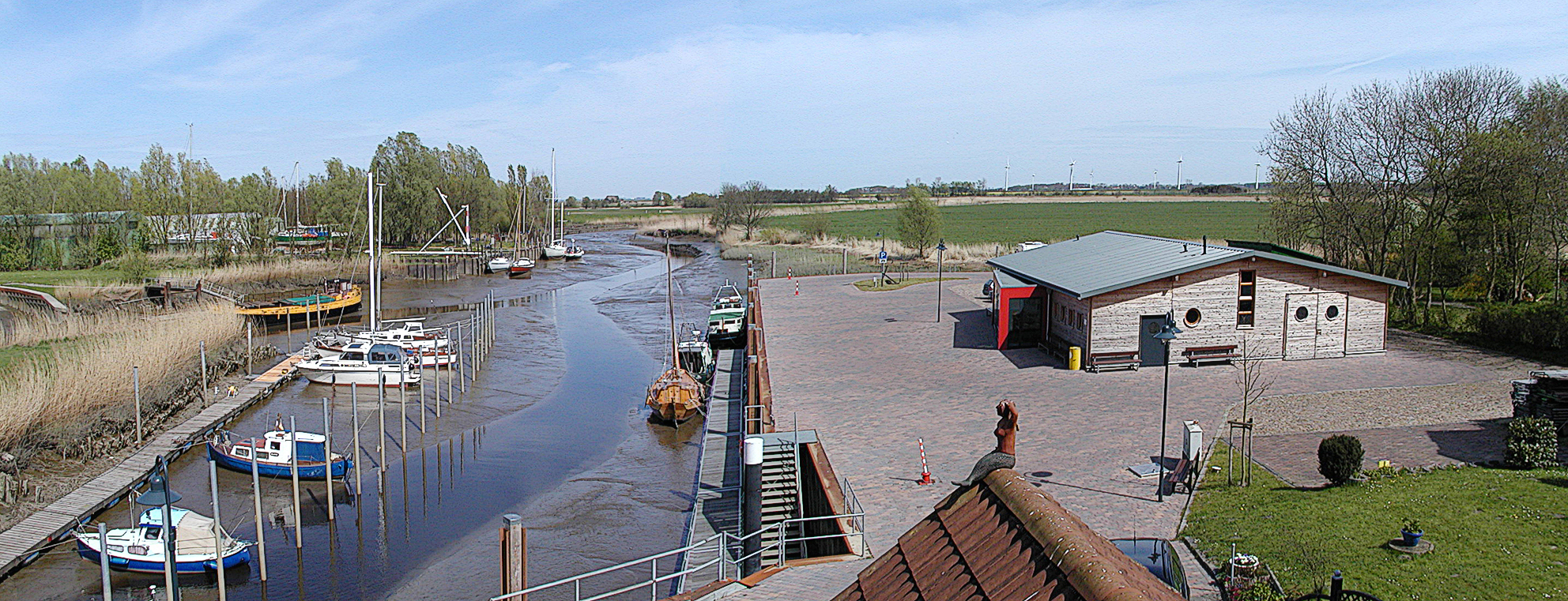
Kleiner Hafen und neues Hafengebäude

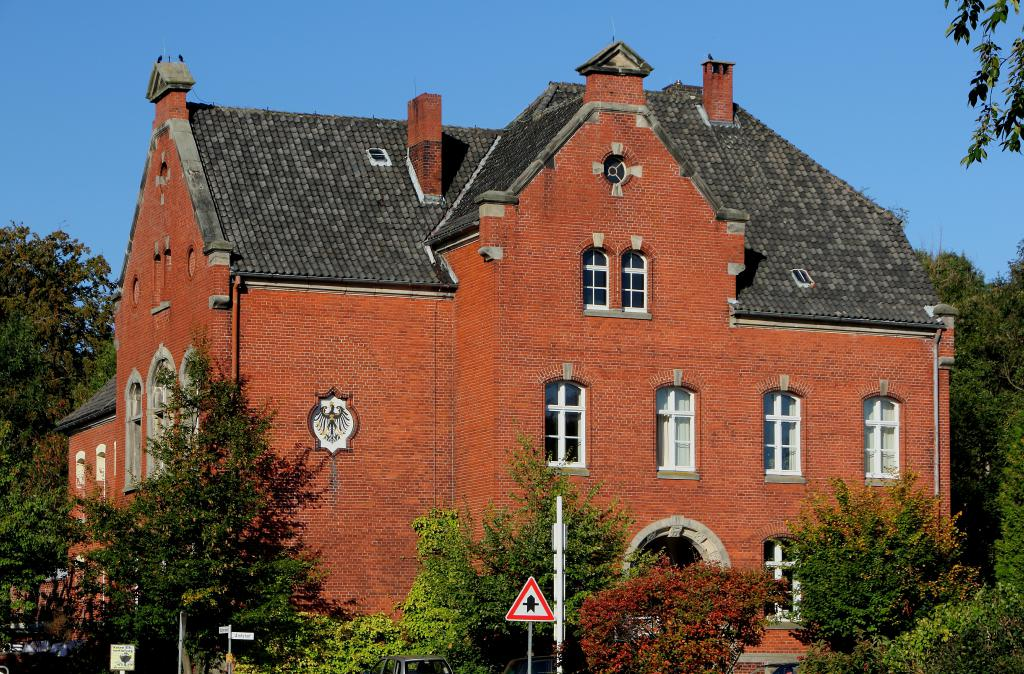
Ehemaliges Amtsgericht in Neuhaus (Oste)

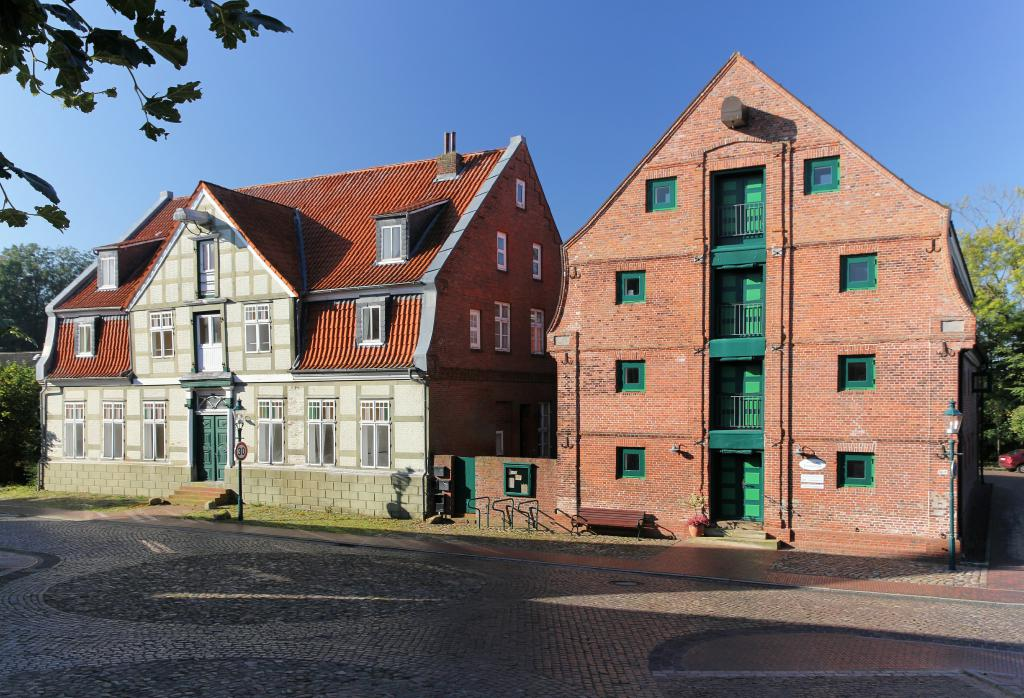
Altes Kontorhaus mit Kornspeicher am Schleusenplatz

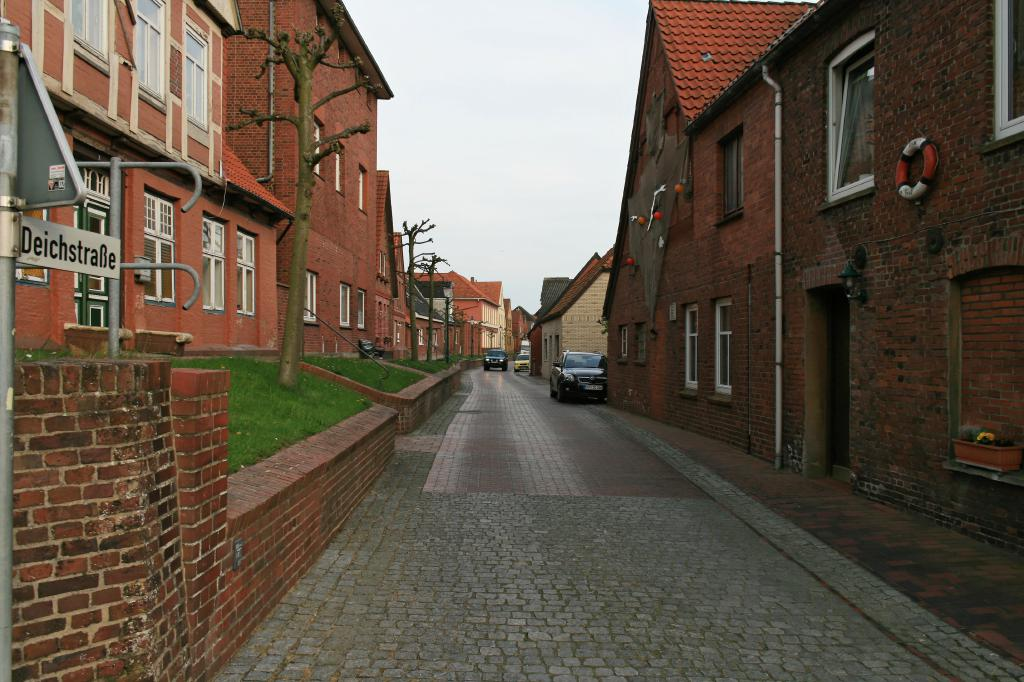
Der geschlossen bebaute Deich im Bereich der Deichstraße war ursprünglich eine Wurt, die später in die Deichlinie integriert wurde

### Erste Besiedlungen
Die Besiedelung fand um 1000 nach Christus auf den Wurten rund um die Aue, Oste und Elbe statt, der heutige Deich und die Deichstraße in Neuhaus gehörten auch dazu, da sie aus ehemaligen Wurten besteht. Schon 1100 wurde Bülsdorf damals „Bulcenthorp“ genannt, ein westlich gelegener heutiger Ortsteil von Neuhaus schriftlich erwähnt.
Die erste in dieser Gegend durch die Bremer Erzbischöfe gebaute Burg, die Schlickburg, („Slikborch“) wurde an der Einmündung der Aue in die Oste gebaut. Sie war der Sitz des erzbischöflichen Vogt und Grenzburge gegen das von den Herzögen von Sachsen-Lauenburg beherrschte Land Hadeln. Diese Burg ist von 1371 bis 1389 urkundlich nachweisbar, da Erzbischof Albert, ein unfähiger Regent, immer in Geldnot war und sie an die Städte Bremen, Stade und Buxtehude verpfändete, bevor sie von den Kehdingern und Hadlern zerstört wurde, um die Vorherrschaft der Bremer Erzbischöfe zu verhindern. Es wird vermutet, dass sie an der Stelle des am Anfang des 17. Jahrhunderts erbauten Ritterguts Neuhaus lag, da dort am Anfang des 18. Jahrhunderts wiederholt Reste von starken Grundmauern freigelegt wurden.

### 1400 bis 1800
1404 errichtete der Nachfolger Erzbischof Otto II. am rechten Aueufer eine neue Burg mit dem Namen dat Nygehus (das neue Haus); damit wurde Neuhaus erstmals urkundlich erwähnt. Auch diese Burg wurde von den Nachbarn 1420 zerstört. Auch wenn dat Nyehus die Bezeichnung Burg trug, werden es, wie im Elbe-Wesergebiet üblich, etwas größere Fachwerkgebäude aus Holz und Ziegel mit einem Palisadenzaun und einem Wassergraben gewesen sein. Die umliegenden Marschbewohner schlossen sich 1423 zu einem förmlichen Bündnis zusammen. Dieses Bündnis umschloss das ganze Land Kehdingen mit den Kirchspielen Bülkau, Oppeln, Belum und Bülsdorf, das nur dieses eine Mal als Kirchspiel bezeichnet wurde. Ob es eine Kirche im Kirchspiel Bülsdorf gegeben hat, ist nicht nachzuweisen, aber schwer vorstellbar. Es könnte angenommen werden, dass sie im 15. Jahrhundert zerstört wurde, da um diese Zeit die Kirchgemeinde nach Kehdingbruch eingepfarrt wurde.
Erzbischof Balduin II., baute 1435 ein Gebäude mit der Bezeichnung „Schloss“, obwohl sein Vorgänger den aufgebrachten Marschbewohnern gelobt hatte, nie wieder ein Bollwerk als Bedrohung der Kehdinger zu errichten. Es wurde an der Aue nun mitten im Dorf gebaut und ob es eher ein Schloss oder eine Burg war, ist umstritten. Im 15. und 16. Jahrhundert wurde es öfter von den Hadlern, Wurstner und Kehdingern zerstört und im 18. Jahrhundert nicht wieder aufgebaut. Heute ist der ehemalige Burghügel umgeben vom Schlosspark mit einem großen Kriegerdenkmal noch gut zu erkennen.
Verschiedene Kampfhandlungen sind überliefert, die wichtigste war der Kampf um das sogenannte Land Bülkau, in dem die Kirchspiele Bülkau, Oppeln, Kehdingbruch und Belum ihre Freiheit gegenüber dem Bremer Erzbischof Christoph von Braunschweig und die Angliederung an das Hadelner Land verwirklichen wollten. Der Hadler Landesherr Herzog Magnus von Sachsen Lauenburg unterstützte diese Bemühungen. Trotz dessen Hilfe gelang es dem Erzbischof, das Land Bülkau zu unterwerfen. 1516 wurden Verträge über die Abgaben der rebellischen Kirchspiele zwischen dem Erzbischof und dem von Sachsen Lauenburg geschlossen, der allerdings keine Strafe, sondern nur eine Wiederherstellung alter Verträge war. Allerdings hielt sich der Herzog nicht an den Vertrag und plünderte das Erzstift und die Burg Neuhaus. Zwar wurde die Burg schnell wieder aufgebaut, da dem Erzbischof allerdings stets Geld fehlte, verpfändete er einzelne Teile des Erzstifts. Um 1540 wurde auch das Schloss Neuhaus und alle dazugehörigen Einkünfte an Johann von Münchhausen für 4000 Goldgulden verpfändet. Durch eine Sondersteuer wurde es 1544 zwar ausgelöst, allerdings schon am 9. Juni 1547 von dem protestantischen Heerführer Graf Albrecht von Mansfeld im Schmalkaldischen Krieg ohne Kampf besetzt. Fast ein Jahr später konnten die Truppen des Bremer Erzbischofs das Schloss wieder leicht zurückerobern.
Das Schloss wurde zum wichtigsten Außenposten der Bremer Bischöfe. Um ihre Macht zu stärken, wurde es zum Verwaltungssitz des Amtes Neuhaus mit seinen Beamten, erst Vogt, später Amtmann oder Drost genannt, und überdauerte alle Widerstände des Mittelalters. Die Grenzen des Gebietes waren im Norden die Nordsee, im Osten das Land Kehdingen und das Kirchspiel Osten, im Süden die Börde Lamstedt und im Westen das Land Hadeln. Es umfasste die Kirchspiele Belum, Bülkau, Cadenberge, Geversdorf, Kehdingbruch, Oberndorf und Oppeln.
Nach den Kriegen, die Neuhaus wegen der Belumer Schanze, einem strategisch wichtigen und somit umkämpften Platz ganz in der Nähe der Ostemündung, hautnah mitbekommen hatte, begann Ende des 17. Jahrhunderts eine ruhigere Zeit.
Straßen
1847 wurde die Poststraße von Stade nach Ritzebüttel (heute Cuxhaven) fertiggestellt, ein Vorläufer der heutigen Bundesstraße 73. Vor dieser Zeit war die Postkutsche zwei bis drei Mal pro Woche unterwegs gewesen, nun fuhr sie täglich. Um 1850 gab es nur die Verbindung nach Cadenberge und Otterndorf. Die Marschenstraßen waren aufwendig zu bauen und zu pflegen. Um 1860 kam die Straße über Geversdorf nach Freiburg/Elbe dazu und um 1871 die gut ausgebaute Straße nach Bülkau über Intzenbüttel und Kehdingbruch.
Bahn
1872 gab es einen Briefverkehr zwischen dem Amt Neuhaus und der Cuxhavener Eisenbahn-, Dampfschiff und Hafen AG, die die Strecke bauen wollte, bei Beteiligung der Neuhäuser an den Kosten von 100.000 Talern der 1900 Meter längeren Strecke und Bau des Bahnhofs. Es wurde dann jedoch die kürzeste Strecke zwischen Cadenberge und Otterndorf gebaut, 2,5 Kilometer weit von Neuhaus entfernt. Die Strecke wurde am 11. November 1881 für den Betrieb freigegeben.
Seit 1853 brachte in den Sommermonaten drei Mal pro Woche ein Dampfschiff Reisende aus Hamburg nach Neuhaus, die per Kutsche weiter ins Hadler Land fuhren.
Im 18. Jahrhundert wurde Neuhaus ein Verwaltungsmittelpunkt. Seit 1740 gab es eine Poststation. Der Neuhäuser Hafen wurde zur wichtigsten Handelsdrehscheibe der Region. Er wurde Ausgangspunkt von Reisen, die damals zu Wasser weniger beschwerlich waren als zu Land.
Im Meyers Conversations Lexikon von 1853 steht: „Hannoversches Amt, Landdrostei Stade, Herzogtum Bremen, an der Elbmündung, 12.500 Einwohner; Amtsort daselbst, Marktflecken an der Oste, der Ort ist schön gebaut und hat ein Zollamt, eine Steuerreceptur, einen Hafen mit 2 Schleusen, die Einwohner treiben Handel, Schiffbau, Schifffahrt, Fischerei, Landwirtschaft, Rot- und Weißgerberei, Leinen- und Wollweberei, überhaupt städtische Gewerbe 1520 Einwohner“.
Neuhaus behielt seine Rolle als Verwaltungszentrum bis 1932 zuletzt als Kreisstadt des Kreises Neuhaus an der Oste und bis 1973 noch als Sitz des Amtsgerichts.

### Die Eindeichung
Die Entstehung großer Siedlungen wurde erst durch die Eindeichung der Oste 1478 möglich, wobei die vorhandene Wurt genutzt wurde, sowie durch den Bau von zwei Schleusen in der Aue. Nun siedelten hier nicht nur Bauern, Meiern und Kötnern, sondern schnell auch Schiffer und Fischer, Kaufleute und Handwerker, und eine städtische Gesellschaft entstand im Flecken Neuhaus. Weil die Oste damals der schnellste Weg nach Bremervörde, der Residenz des Erzbischofs, war, wurde Neuhaus 1502 als Zollstation ausgebaut.

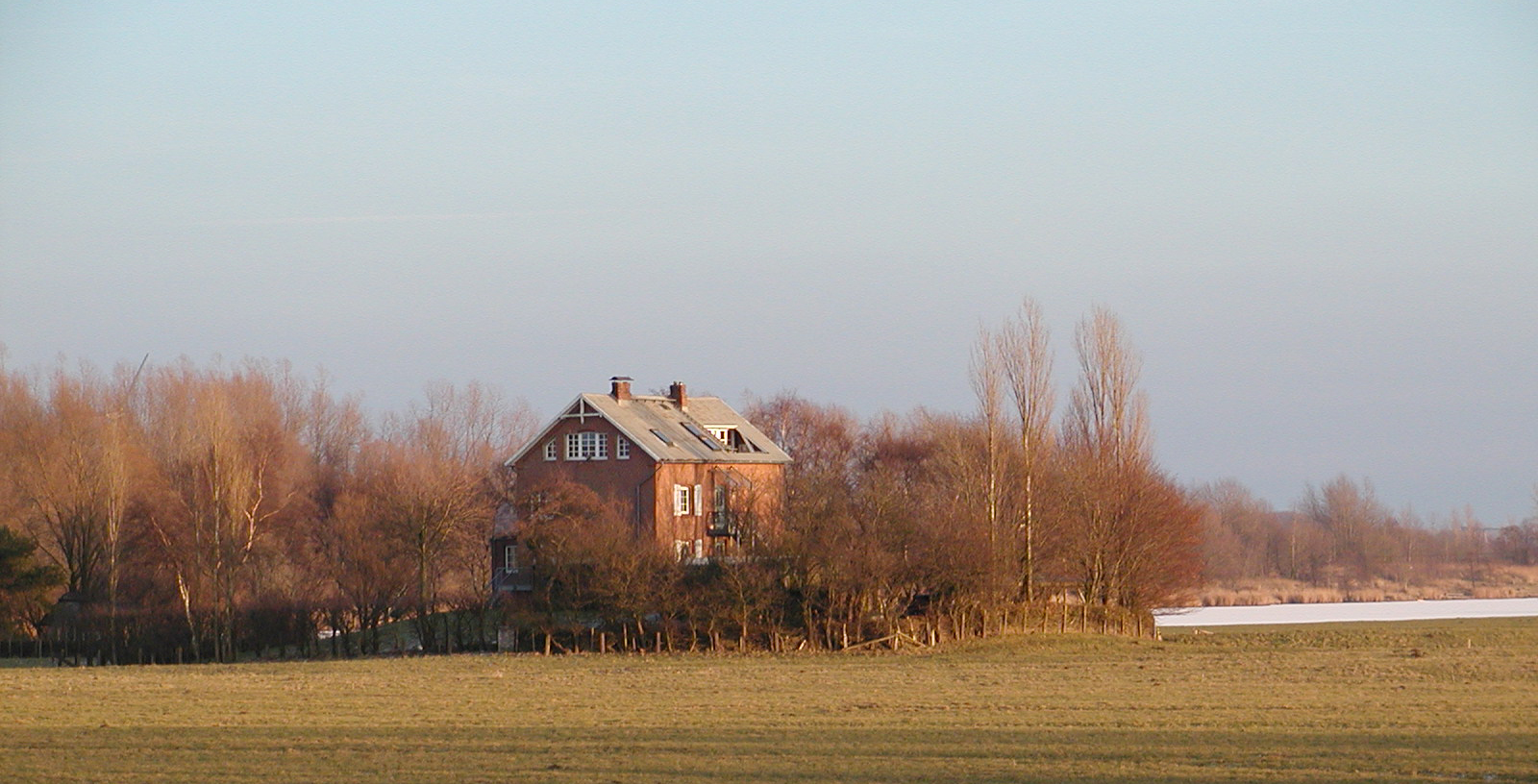
Das alte Zollhaus am Ostesee (dem Altarm der Oste)

Ende des 16. Jahrhunderts trug der Ortsvorsteher den Namen Bürgermeister. Von 1645 bis 1681 gehörte die Herrlichkeit Neuhaus als Lehen der schwedischen Krone unter der Familie von Königsmarck.

### Sturmfluten 1717 und 1825
Die schwerste Sturmflut an der Nordseeküste traf auch Neuhaus. Während der Weihnachtsflut von 1717 brach der Ostedeich an vielen Stellen. Die daraus folgende Überschwemmung traf das Gebiet um die Mühle und Finkenhörne und zerstörte 11 Wohngebäude mit 5 Nebengebäuden, 24 Personen ertranken. Ihre Leichen wurden zum Teil erst Monate später gefunden. Noch am 30. Dezember stand das Wasser in der Kirche. Im Amt Neuhaus kamen 557 Pferde, 2254 Stück Hornvieh, 929 Schweine sowie 1413 Schafe zu Tode. Es brauchte ein Jahrzehnt, um die Lage in den fruchtbaren Marschen wieder zu normalisieren.
Bei der schweren Sturmflut vom 3./4. Februar 1825 wurden nur ein Speicher zerstört und einige Häuser beschädigt. Die Neuhauser halfen den Bewohnern der benachbarten Kirchspiele. Es wurde ein Hilfsverein gegründet, besonders zeichneten sich dabei die Kaufleute Wolf und Ulex aus. Sie halfen dabei mit 533 Reichstalern, 3 2/3 gute Groschen sowie mit Kleidungsstücken und Lebensmittel.

### Cholera im 19.Jahrhundert
Zweimal wurde Neuhaus von der Cholera heimgesucht, beim ersten Mal im September 1834 starben 18 Personen. Fast genau 25 Jahre später, vom 28. August bis 20. September 1859 starben noch einmal 17 Menschen, darunter auch der bekannte Pastor Westphalen. Zu weiteren Cholera-Ausbrüchen kam es nicht, da es nach dem Bau des Neuhaus Bülkauer Kanals kein stehendes Wasser mehr in Neuhaus gab. Zwischen dem Amtshof und der Poststraße, der damaligen Hauptverkehrsader von Neuhaus, gab es einen schmutzigen Graben mit Namen Poggenaue, der als Grundstock für den späteren Kanal diente. Dieser Kanal brachte einen weiteren Verkehrsstrom in das Amt, auf dem nun für die nächsten Jahrzehnte Torf, Kartoffeln und andere Erzeugnisse des Umlandes transportiert wurden. Wichtigster Zweck des Kanals war aber die Entwässerung des Balksees und der Moore in Oppeln und Bülkau.

### Einwohnerentwicklung
Die größte Ansiedlung Neuhaus wurde 1858 mit 266 Wohnhäusern und 1904 Einwohnern gezählt. 1821 waren es erst 237 Häuser mit 1541 Einwohnern gewesen. Zwar wurden 1885 mit 290 Häusern die meisten gezählt, allerdings nur noch 1738 Einwohner.
| Jahr      | 1987 | 1992 | 1997 | 2002 | 2007 | 2010 | 2011 |
| --------- | ---- | ---- | ---- | ---- | ---- | ---- | ---- |
| Einwohner | 1314 | 1356 | 1291 | 1285 | 1212 | 1148 | 1150 |

(jeweils zum 31. Dezember)

### Religionen

#### Reformation
Die Reformation hielt früh Einzug in der Gegend. Als Neuhaus noch zum Kirchspiel Geversdorf gehörte, predigten dort die von den Eingepfarrten gewählten Vikare evangelisch, doch schließlich auch der vom Dompropst eingesetzte Pastor Arend Schmidt bis zu seinem Tode 1562 die neuen Lehren. Die Erzbischöfe in Bremen wurden 1567 evangelisch.

#### Die erste Kapelle
Kirchlich gehörte Neuhaus zu Geversdorf. 1621 genehmigte der Erzbischof den Bau einer Kapelle und schenkte ihr das Pfarrhaus. Der von der Gemeinde bezahlte Prediger unterrichtete in der Woche die Jugend. Für Taufen oder Beerdigungen war weiterhin die Geversdorfer zuständig.
Nach 1660 versuchten die Neuhäuser erneut eine Trennung von Geversdorf zu erreichen, da die Bevölkerungszahlen von Neuhaus und Geversdorf gleich waren, der Weg zu den kirchlichen Amtshandlungen weit und die Neuhäuser ein Schulhaus samt Schulmeister hatten. Dank der Hilfe von Cord Christoph von Königsmarck, eines Sohnes von Hans Christoph von Königsmarck wurde von der schwedischen Regierung in Stade, nach einem Gutachten der Universität Jena, Neuhaus 1667 zum eigenen Kirchspiel erhoben. Graf Königsmarck schenkte der Gemeinde 1550 Reichstaler in Kapitalien und Ländereien für den Unterhalt des Pastors, auch ließ eine große Glocke gießen, seine Gemahlin stiftete den Taufstein.

#### Emmauskirche
Die barocke rechteckige Emmaus-Saalkirche aus Backstein mit Mansarddach und Dachreiter wurde 1729 eingeweiht. Die Eingangshalle besteht aus den Resten der Kapelle von 1621. Die Kirche verfügt über eine der letzten noch bespielbaren Orgeln von Dietrich Christoph Gloger im Originalzustand.

#### Jüdische Gemeinde
Im 18. und 19. Jahrhundert gab es in Neuhaus eine eigene jüdische Gemeinde. Nachweislich lebten Mitte des 19. Jahrhunderts noch 1520 jüdische Einwohner in Neuhaus. Das Zusammenleben der jüdischen und christlichen Familien verlief problemlos. In den 1870er Jahren amtierte der damalige Synagogenvorsteher Joseph Heinemann sogar als Bürgermeister der Stadt. Mit dem Beginn des 20. Jahrhunderts nahm die Mitgliederzahl der Synagogengemeinde Neuhaus allerdings immer mehr ab, so dass schließlich keine Gottesdienste mehr abgehalten werden konnten. Die Gemeinde löste sich Anfang der 1930er Jahre völlig auf. Die Juden von Neuhaus und Umgebung wurden auf dem Wingster Judenfriedhof mitten im Wingster Forst begraben. Der jüdische Friedhof lag am alten Postweg zwischen Neuhaus und Lamstedt in der Wingst. Das letzte Begräbnis fand 1926 statt. Heute sind noch 60 Grabstellen mit ca. 25 Grabsteinen vorhanden. Die NS-Zeit hat der Friedhof unzerstört überstanden, doch haben Witterungseinflüsse den Grabmälern schwer zu schaffen gemacht. In den 1970er und 1980er Jahren war der Friedhof mehrfach das Ziel von Schändungen.

#### Katholische Kapelle
Die katholische Kapelle Hl. Herz Jesu gehörte zur Pfarrgemeinde Heilig Kreuz mit Sitz in Otterndorf. Die Kapelle wurde in einer ehemaligen Strumpffabrik eingerichtet und 1960 geweiht. 2013 erfolgte ihre Profanierung.

## Politik

### Gemeinderat
Der Rat des Fleckens Neuhaus besteht aus elf Ratsfrauen und Ratsherren. Dies ist die festgelegte Anzahl für die Mitgliedsgemeinde einer Samtgemeinde mit einer Einwohnerzahl zwischen 1.001 und 2.000 Einwohnern. Die Ratsmitglieder werden durch eine Kommunalwahl für jeweils fünf Jahre gewählt. Die aktuelle Amtszeit begann am 1. November 2021 und endet am 31. Oktober 2026.
Die letzten Gemeinderatswahlen ergaben folgende Sitzverteilungen:
| Partei                   | 2021     | 2016     |
| ------------------------ | -------- | -------- |
| Bürger für Neuhaus (BfN) | 7        | –        |
| CDU                      | 2        | 6        |
| SPD                      | 1        | 2        |
| Einzelbewerber Hensel    | 1        | –        |
| Freie Wähler Neuhaus     | –        | 3        |
| Gesamt                   | 11 Sitze | 11 Sitze |

### Bürgermeister
Der Rat wählte das Ratsmitglied Udo Miertsch (Bürger für Neuhaus (BfN)) zum ehrenamtlichen Bürgermeister für die aktuelle Wahlperiode.

### Wappen
Der Entwurf des Kommunalwappens von Neuhaus stammt von dem Heraldiker und Wappenmaler Albert de Badrihaye, der zahlreiche Wappen im Landkreis Cuxhaven erschaffen hat.
| Wappen von Neuhaus | Blasonierung: „Geteilt; oben: in Silber ein wachsender roter Löwe, der in den Pranken einen aufrechten blauen Schlüssel mit auswärts gekehrtem Bart hält; unten: ein silberner Treppengiebel, belegt mit einem blauen Bootshaken.“ |
| Wappen von Neuhaus | Wappenbegründung: Der Löwe mit dem Schlüssel des Erzstifts Bremen stammt aus dem Wappen im alten Gerichtssiegel des Amtes Neuhaus. Der Giebel versinnbildlicht den Ortsnamen, der sich von der hier gelegenen, gleichnamigen und 1404 vom Bremer Erzbischof Otto II. am Osteknie errichteten Burg herleitet. Der Bootshaken weist auf die Schifffahrtsstraße hin, an deren Ufer der Flecken Neuhaus liegt. |

- Die vom Bremer Erzbischof Otto II. errichtete Burg wurde unter dem Namen Dat Nygehus erwähnt.[13]

### Flagge
|  | 00Hissflagge: „Die Flagge ist blau-weiß geteilt mit dem aufgelegten Wappen in der Mitte.“ |

## Kultur und Sehenswürdigkeiten

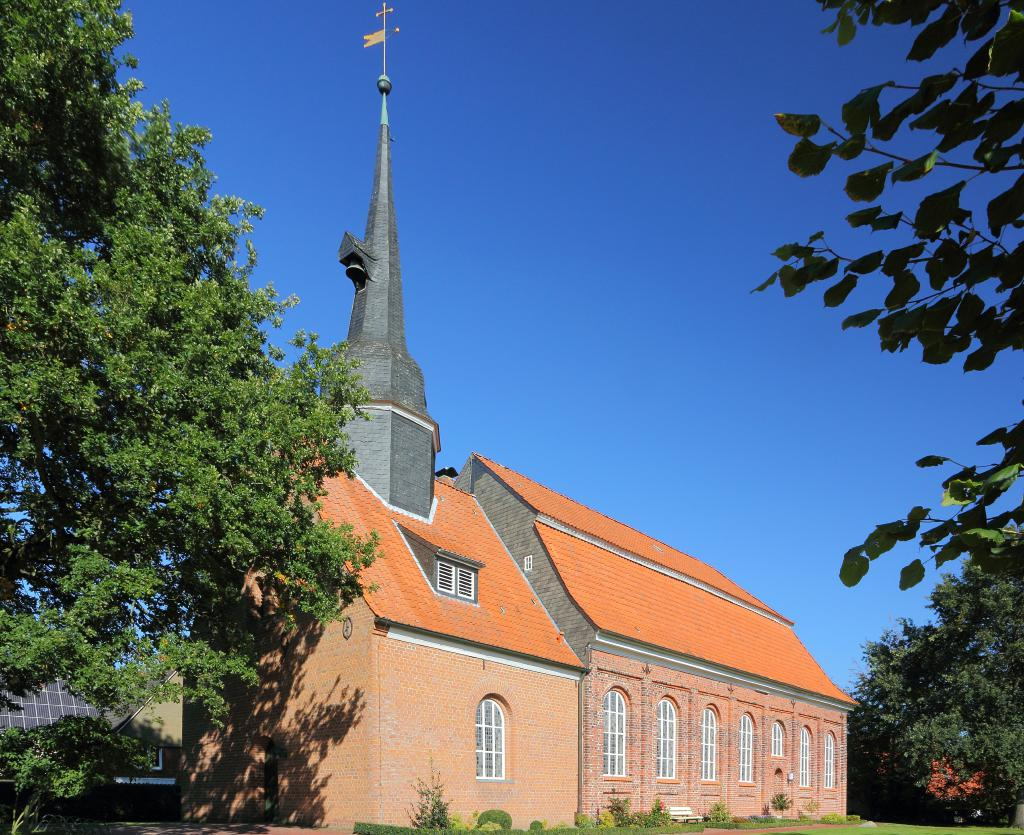
Ev.-luth. Emmauskirche

### Bauwerke
- Barocke Emmauskirche, Saalkirche von 1729 mit der Gloger Orgel von 1744
- Ostesperrwerk von 1964 bis 1968
- Schleusenplatz
  - Wohnhaus und Speicher Schleusenplatz 1 als Handelshof von um 1800 bzw. 1726; heute Heimatmuseum im Kornspeicher mit Heimatstube
  - Ehemaliges Zollamt Schleusenplatz 4 von um 1852
  - Wohnhaus Schleusenplatz 6 von um 1850 in Backstein und Fachwerk
  - Ehemalige Apotheke Deichstraße 1 von 1772
- Hofanlage Intzenbüttel 3 von 1862
- Wohnhaus An der Schleuse 1 von um 1850 in Fachwerk
- Wohnhaus An der Schleuse 3 von 1885
- Wohnhaus Bei der Kirche 1 von 1882
- Wohnhaus Poststraße 28 von um 1800, Rückseite in Fachwerk
- Ehemaliges Amtshaus Amtshof 3 von 1723
- Ehemaliges Amtshaus Land Hadeln bzw. Kreishaus von 1898
- Ehemaliges Amtsgericht Neuhaus an der Oste, Gerichtsgebäude von 1896
- Ehemaliges Amtsrichterhaus Bülsdorfer Straße 12 von 1898
- Alter Hafen
- Yachthafen
- Historische Deichstraße
- Schleuse und Schöpfwerk Neuhaus
- Kornbrennerei
- Wasserski-Seilbahn

### Regelmäßige Veranstaltungen
- Schützenfest am zweiten Wochenende im Juli
- Feuerwehrball der Freiwilligen Feuerwehr Neuhaus Oste am zweiten Wochenende im März
- Hafenfest mit Pappbootrennen, Mitte August
- Live-Musik im Brauhaus „Alt Neuhaus“

### Schöpfwerk Neuhaus

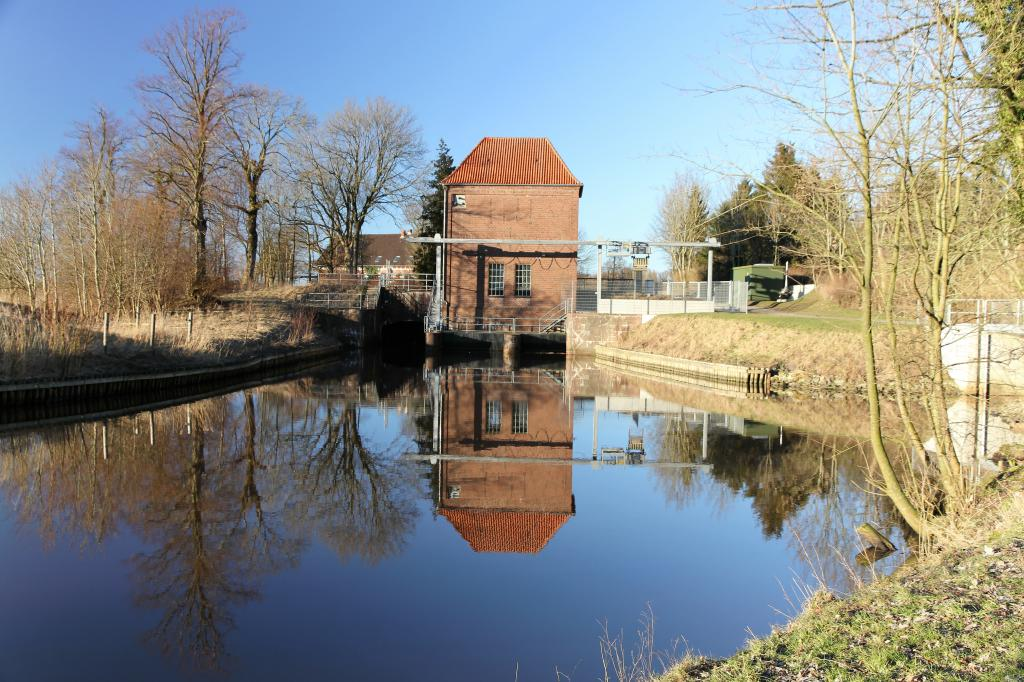
Das Schöpfwerk Neuhaus, Zufluss über das Wehr rechts im Bild (2011)

Das Schöpfwerk Neuhaus wurde 1936 gebaut, das Entwässerungsgebiet umfasst etwa 13.000 ha, wovon etwa 5000 ha auf das Gebiet der Aue und etwa 7900 ha auf den Neuhaus-Bülkauer Kanal entfallen.
Die beiden Pumpen sind seit 2008 in Betrieb und haben eine Förderkapazität von jeweils 4750 Liter Wasser pro Sekunde. Die Vorgängerpumpe war im Januar 2007 durch einen mechanischen Totalschaden nach etwa 40 Betriebsjahren ausgefallen.
Mit dem abgepumpten Wasser wird versucht, den Hafen frei von Schlick zu halten, was nicht mehr vollständig gelingt, weil sich das Strömungsverhalten im Bereich des Tidehubs seit der Elbvertiefung der 1990er Jahre verändert und die Schlickablagerung zugenommen hat (Stand: 2007).

## Wirtschaft, Verkehr, Infrastruktur

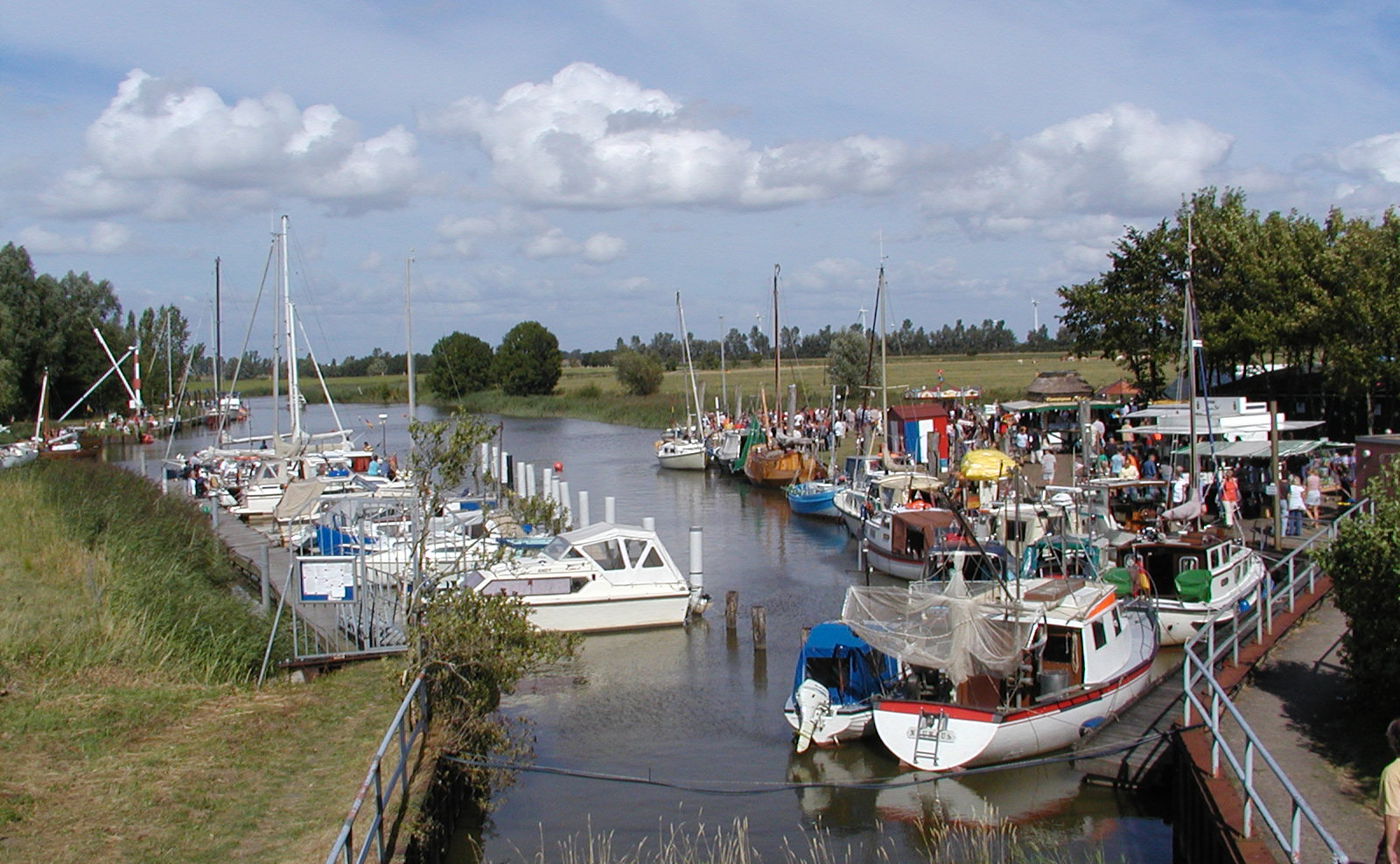
Hafen von Neuhaus (Oste)

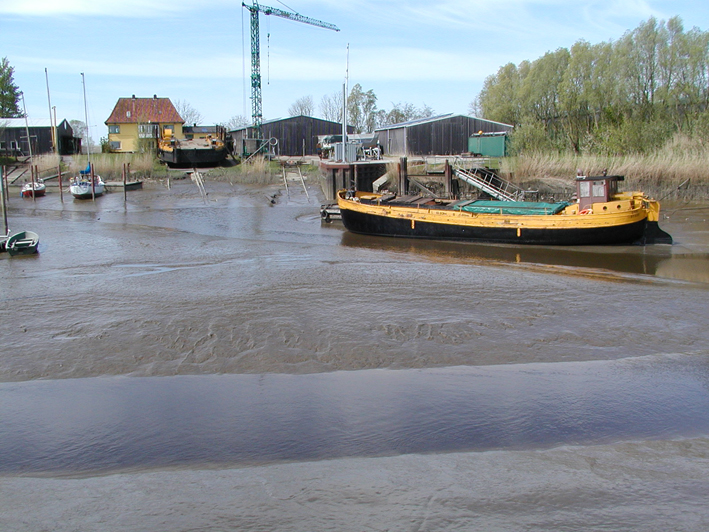
Kleine Werft

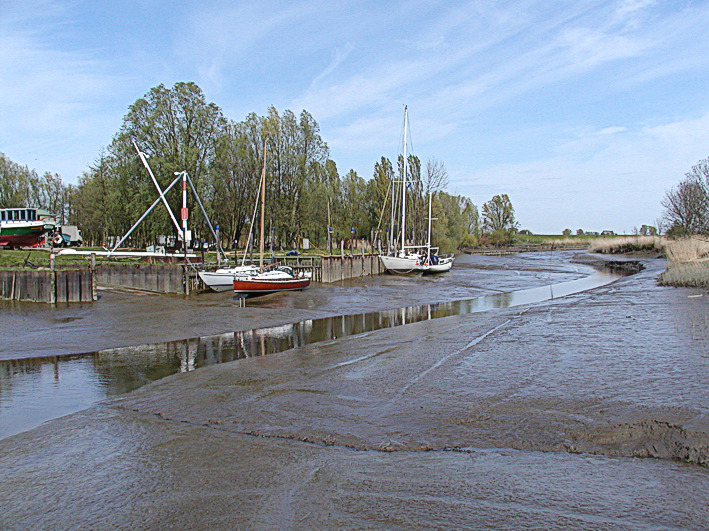
Neuhäuser Hafen bei Ebbe

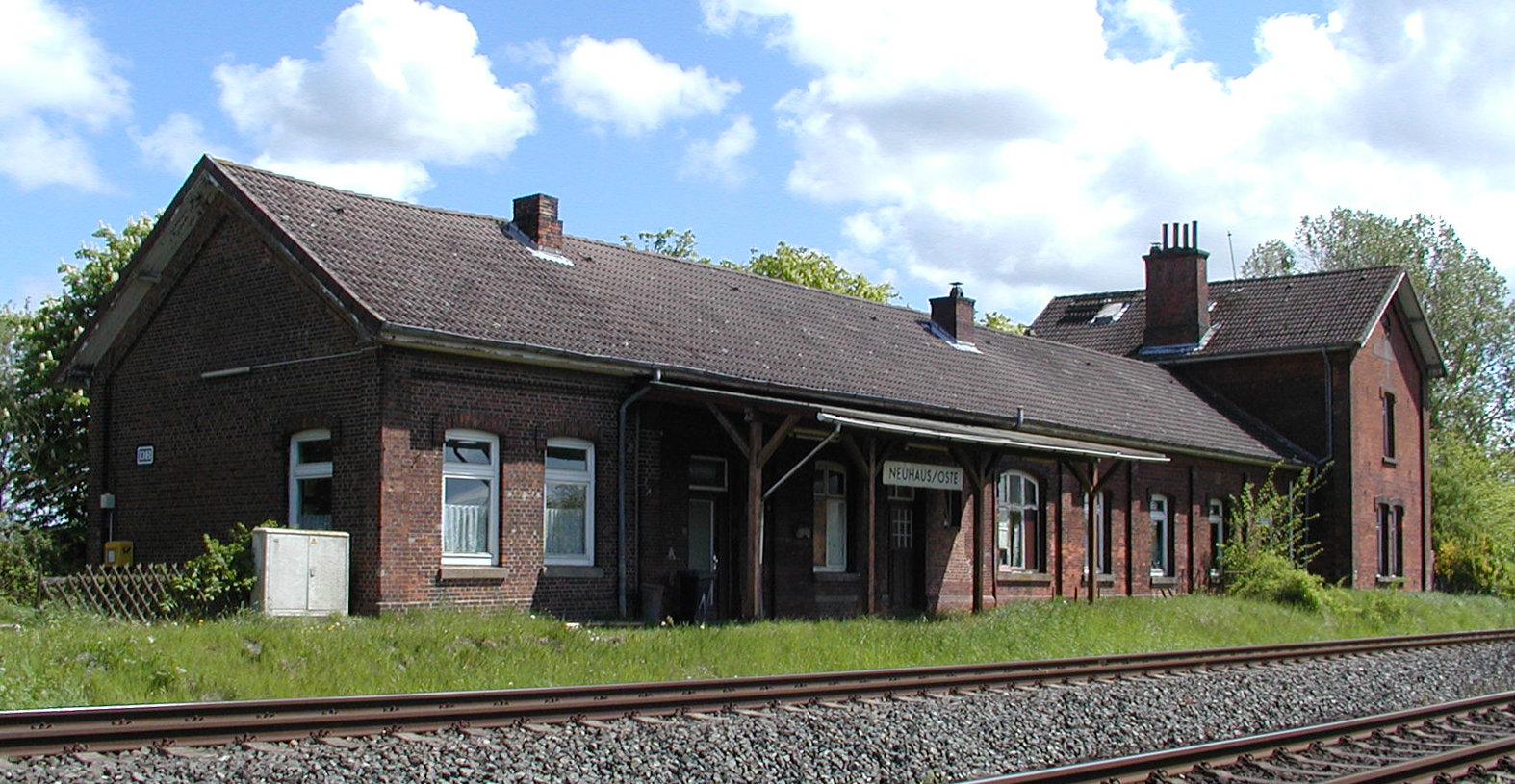
Alter Bahnhof

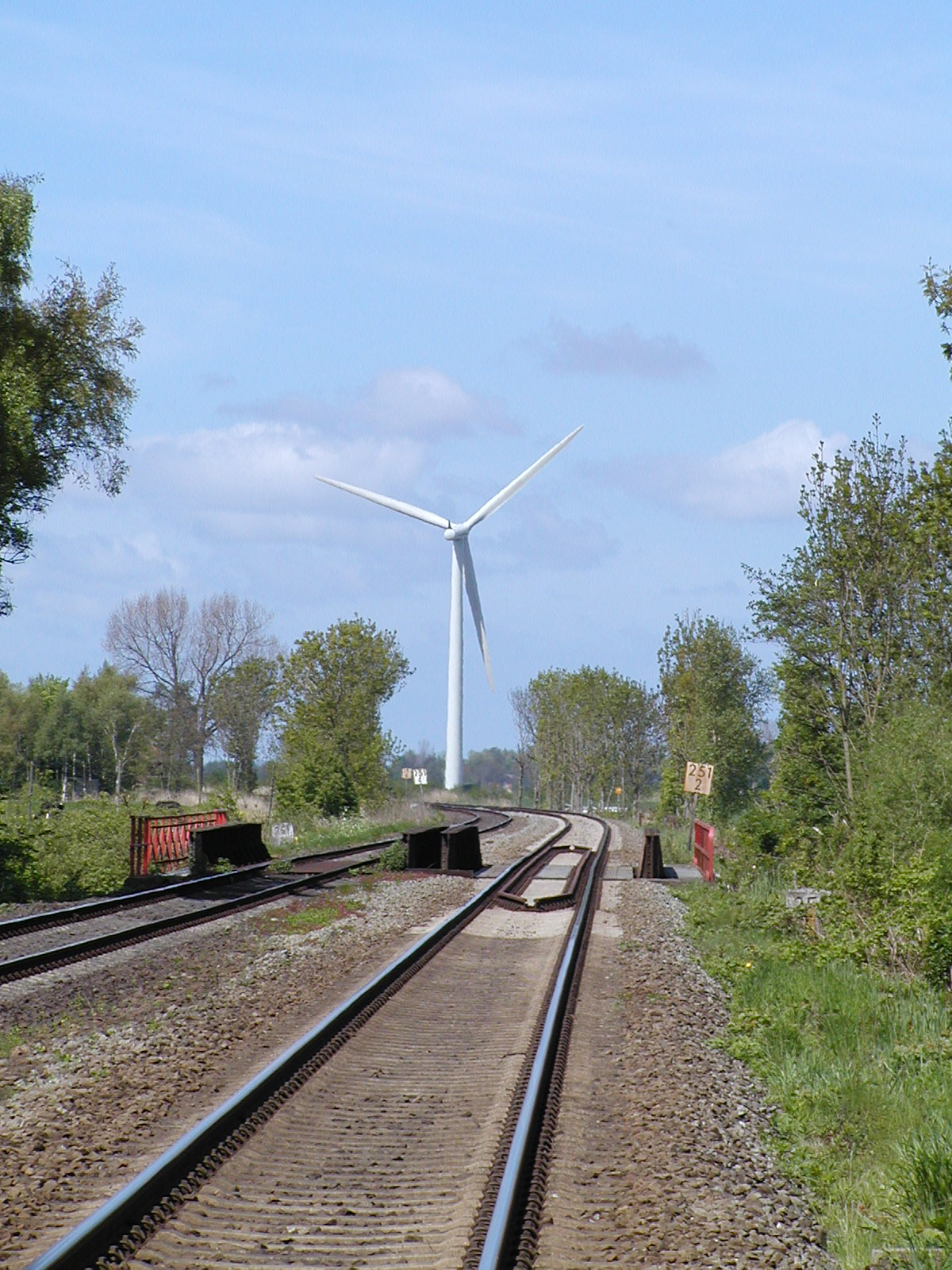
Die Eisenbahnlinie in Neuhaus (Oste)

### Wirtschaft

#### Hafen
Der Hafen war wegen der Zollstation für Neuhaus lange Zeit die wichtigste Einnahmequelle. 1834 machten 4804 Schiffe in Neuhaus fest. 1629 davon waren dänisch bzw. holsteinisch, da Holstein zu jener Zeit zu Dänemark gehörte, 533 kamen aus Hamburg, 25 aus dem Oldenburgischen und 16 aus England. Der überwiegende Teil exportierte Getreide, Raps, Torf und Ziegelsteine. Nur 175 einheimische und 53 fremde Schiffe brachten Kolonial- und Manufakturwaren nach Neuhaus. Dazu gehörten roher Zucker und Tabak, Eisen, Holz und Steinkohle. Elf weitere Schiffe suchten Schutz vor dem Wetter auf der Nordsee.
Bis 1834 musste Neuhaus angelaufen und alle zu verzollende Ware in der Zollstation angegeben werden. Dadurch hatten viele Handwerker an den Schiffen verdient, Segelmacher, Pumpenmacher, Kupferschmiede und Schönfärber. Sie alle verloren durch die Einführung des Zollschiffes, das ab 1834 in der Ostemündung lag, ihr Auskommen. In den nächsten Jahren überlebten nur ein Seiler, ein Drechsler, ein Bierbrauer und ein Spirituosenhersteller, die heute noch existierende Firma Ulex. Alle anderen wie Schlachter, Bäcker oder Schneider, Blechschläger oder Lohngerber, verdienten immer weniger, und die Armenlasten des Kirchspieles stiegen deutlich an.
Die Kirchenspielversammlung wie auch das Amt versuchten, das Finanzministerium zur Abschaffung des Zollschiffes zu bewegen. Sie hatten keinen Erfolg, da durch die genauere Kontrolle des Schiffsverkehrs die Einnahmen aus den verschiedenen Zöllen rapide gestiegen waren. Eine Verlegung des Zollschiffes an die Auemündung und somit dichter an Neuhaus brachte keinen Nutzen und wurde nach drei Jahren wieder rückgängig gemacht.
1858 waren nur noch 15 Seeschiffe, darunter Galeasever, Galliote sowie ein Kuffschiff, ein Schooner und eine Brigg, die bis nach England fuhren und eine Tragkraft von bis zu 262 Tonnen hatten, 1871 nur noch 8 Seeschiffe in Neuhaus beheimatet. Zu diesen Schiffen wurden nicht die Ewer gerechnet, die mit ihrer geringen Tragfähigkeit von 20 bis 40 Tonnen oft nur auf Oste und Elbe verkehrten. Ihre Anzahl wurde 1871 mit 16 Stück angegeben.
Der Rückgang ließ sich nicht aufhalten, waren es 1862 noch 570 Schiffe, so landeten 1892 nur noch 255 gedeckte Schiffe in Neuhaus an. Diese und 50 weitere offene Schiffe hatten einen Rauminhalt von 15.523 m³.
Der Neuhäuser Hafen wurde oft umgebaut (zuletzt 2005) und erweitert. 1863 bestand er nicht nur aus dem heutigen kleinen Hafen, damals zählten auch die Anlandestellen an den Außenfleten, den beiden Aueschleusen und einigen Prielen, die von diesen abführten, dazu. Am südlichen Hafen wurde auf Kosten der Kötnerrei ein „Kajung“ mit 8 m hohen und sehr dicken Holzpfählen errichtet. Von diesem Kajung führten zwei Treppen zum Wasser. Ein eiserner Kran, ein großer Löschplatz und mehrere so genannte Landepfosten zum Anbinden der Schiffe rundeten den Hafen ab.

#### Tourismus

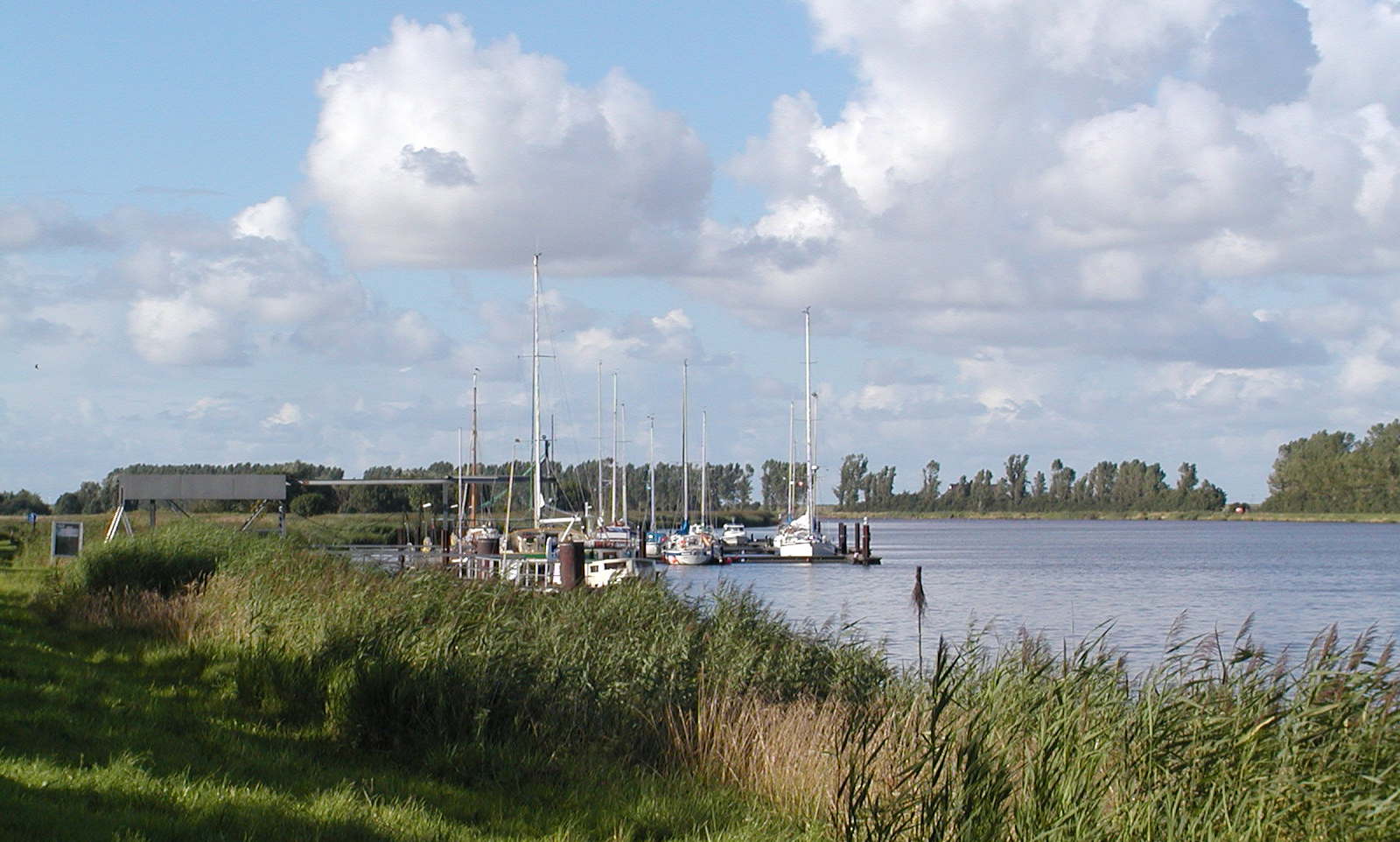
Der Jachthafen an der Oste

Neuhaus (Oste) liegt an der Deutschen Fährstraße, dem Elberadweg und dem Oste-Radweg. Am Yachthafen befindet sich auch ein Fahrgastschiffanleger, an dem im Sommerhalbjahr fahrplanmäßig Ausflugsschiffe anlegen. Touristischer Schwerpunkt ist der Ostesee, ein abgedämmter Teil des alten Flussbettes der Oste. Am Ostesee befindet sich ein Ferienhausgebiet und auf dem See wird ein Wasserskilift betrieben. Neuhaus verfügt über viele Angelgewässer.
In unmittelbarer Nähe zu Neuhaus liegt das Naturreum Niederelbe, welches zu Balje gehört. Bei gesperrter Ostesperrwerk-Brücke ist es jedoch nur über Neuhaus erreichbar.

#### Firmen
Bis 1868 bestand die Rübölfabrik des Dietrich Plate. Die Papierfabrik des Eduard Plate stellte Strohpapier für Hamburg, später auch für England und Südamerika her. 1873 produzierten hier 32 Arbeiter und 8 Arbeiterinnen mit drei Dampfmaschinen und zwei Papiermaschinen über 525 Tonnen Papier. Als Grundstoff wurde das um Neuhaus vorhandene Roggen und Weizenstroh verwendet.
Die Tabakfabrik Wilh. Ulex produzierte um 1860 mit 76 Arbeitern über 1450 Zentner Rauch- und Kautabak sowie 1,25 Millionen Zigarren. An diesem hohen Ausstoß waren selbständige Zigarrenarbeiter beteiligt, die schon 1691 als Tabakspinner erwähnt wurden. Zur Firma G.F. Ulex Nf. gehört bis heute eine Wein- und Spirituosenhandlung. Seit dieser Zeit wird Schnaps gebrannt, seit 2005 auch eigenes Bier gebraut.
In Neuhaus gibt es einen Ferienpark mit Wasserskianlage und eine Bootswerft.

### Verkehr
Straße
Neuhaus ist von Norden und Süden über die Bundesstraße 73, von Osten über die die Landesstraßen 111 und 113 und von Westen über die Landstraße 144 erreichbar.
Bahn
Von 1881 an verkehrte die heutige Niederelbebahn. Der 2,5 km weit vom Ortskern entfernte Haltepunkt Neuhaus (Oste) wurde 1991 eingestellt.

### Einrichtungen
- Heimatmuseum Schleusenplatz 1a
- Freiwillige Feuerwehr von 1888 mit Kinder- und Jugendfeuerwehr
- Kindergarten Mühlenweg 4
- Grundschule als zweizügige Ganztagsschule, Schulplatz 2
- Sportplätze, Sporthalle, Boule-Anlage
- Vereine, Verbände u. a. Angelsportverein Neuhaus, Deutsches Rotes Kreuz, Reitverein Neuhaus, Schützenverein Neuhaus von 1849, Seglervereinigung Neuhaus TSV Neuhaus, WSC Neuhaus von 2004 (Wakeboard)

## Sagen und Legenden
- Der betrogene Teufel
- Das selbstgesponnene Hemd[16]

## Persönlichkeiten

### Söhne und Töchter der Gemeinde
- Louis Rose (1807–1888), Kaufmann und Gründer der Stadt Roseville, heute Stadtteil von San Diego
- Georg Ludwig Ulex (1811–1883), Chemiker und Politiker
- Adolph Bernhard Cronemeyer (1829–1900), Kaufmann und Politiker, Reichstagsabgeordneter
- Helmuth Schepp (1894–1982), Bildhauer und Hochschullehrer
- Gisela Jahn (1920–2024), Forstwissenschaftlerin und Hochschullehrerin
- Heinz-Jürgen Breyer (1921–2012), Landschaftsmaler und Bildhauer

### Personen, die mit der Gemeinde in Verbindung stehen
- Johannes Konrad Wilhelm Lühmann (1848–1905), Superintendent und Kreisschulinspektor in Neuhaus
- Karl Otto Matthaei (1863–1931), Kunstmaler, Zeichner und Grafiker der in Neuhaus wirkte
- Enno Budde (1901–1979), Jurist, ab 1930 Leiter der Handwerkskammer Neuhaus (Oste)